# Jan Václav Burian
Jan Václav Burian, O.Cist. (polsky Jan Wacław Burian, † 5. srpna 1777) byl cisterciácký mnich českého původu, působící v polském opatství Mogiła.

## Život
Pocházel z Čech a kolem roku 1730 vstoupil do opatství Mogiła u Krakova. Působil zde jako kapelník a opisovatel notových záznamů. Jeho přičiněním získal klášter bohatou sbírku hudebnin. V klášterních záznamech se jeho jméno vyskytuje v podobě Bourian, Buriański a nebo dokonce Baworowski. Zemřel v roce 1777.